# Rebeliunea de la Viena

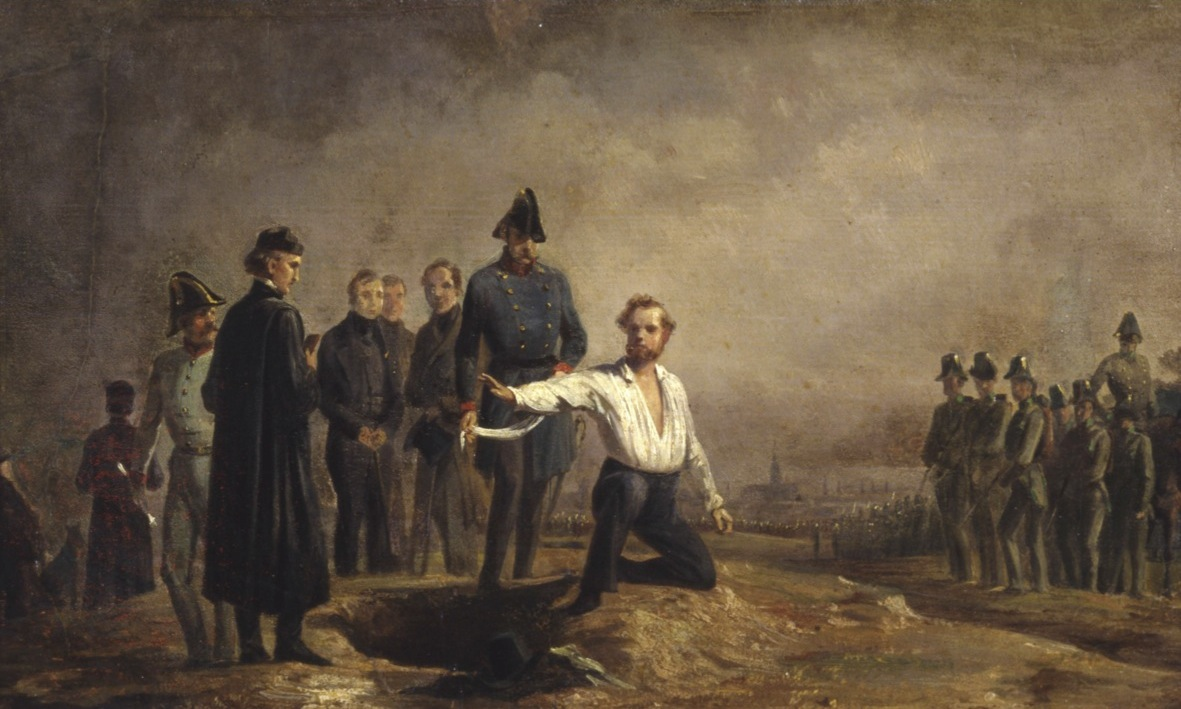
Executarea lui Robert Blum, pictură de Carl Steffeck

Rebeliunea de la Viena sau Revoluția din Octombrie (în germană Wiener Oktoberaufstand sau Wiener Oktoberrevolution) din octombrie 1848 a fost ultima revoltă a Revoluției Austriece de la 1848.
Pe 6 octombrie 1848, când trupele Imperiului Austriac se pregăteau să părăsească Viena pentru a înăbuși Revoluția Maghiară, o mulțime simpatizantă a cauzei maghiare (formată din muncitori, studenți și soldați răzvrătiți) a încercat să le împiedice plecarea. Incidentul a degenerat în lupte de stradă violente; confruntări sângeroase au avut loc în apropierea Catedralei Sfântul Ștefan, iar contele Baillet von Latour, ministrul austriac de război, a fost linșat de mulțime. Comandantul garnizoanei din Viena, contele Auersperg, a fost obligat să evacueze orașul, dar și-a consolidat o poziție puternică în apropierea Vienei.
Pe 7 octombrie, împăratul Ferdinand I a fugit împreună cu curtea sa la Olmütz (azi Olomouc, Republica Cehă), sub protecția feldmareșalului Alfred I, Prinț de Windisch-Grätz. Două săptămâni mai târziu, Parlamentul Austriac s-a refugiat la Kremsier (azi Kroměříž, Cehia).
Pe 26 octombrie armatele austriece și croate aflate sub comanda generalilor Windisch-Grätz și Josip Jelačić au început un bombardament asupra Vienei și au avansat treptat, luând cu asalt centrul orașului pe 31 octombrie. Apărarea a fost condusă de generalul polonez Józef Bem. Cu excepția lui, care a reușit să scape, toți liderii rezistenței au fost executați în zilele următoare, inclusiv Wenzel Messenhauser, jurnalistul Alfred Julius Becher, Hermann Jellinek și deputatul radical Robert Blum, chiar dacă el avea imunitate parlamentară.
Câștigurile obținute de cetățeni în urma Revoluției de la 1848 au fost în mare parte pierdute, iar Imperiul Austriac a intrat într-o etapă nouă caracterizată atât de instaurarea unui autoritarism reacționar — „neoabsolutismul”, cât și de realizarea unor reforme liberale la sfârșitul secolului al XIX-lea.

## Vezi și
- Revoluția de la 1848 în Imperiul Austriac
- Legiunea Academică (Viena)